# Henry Draper-érem

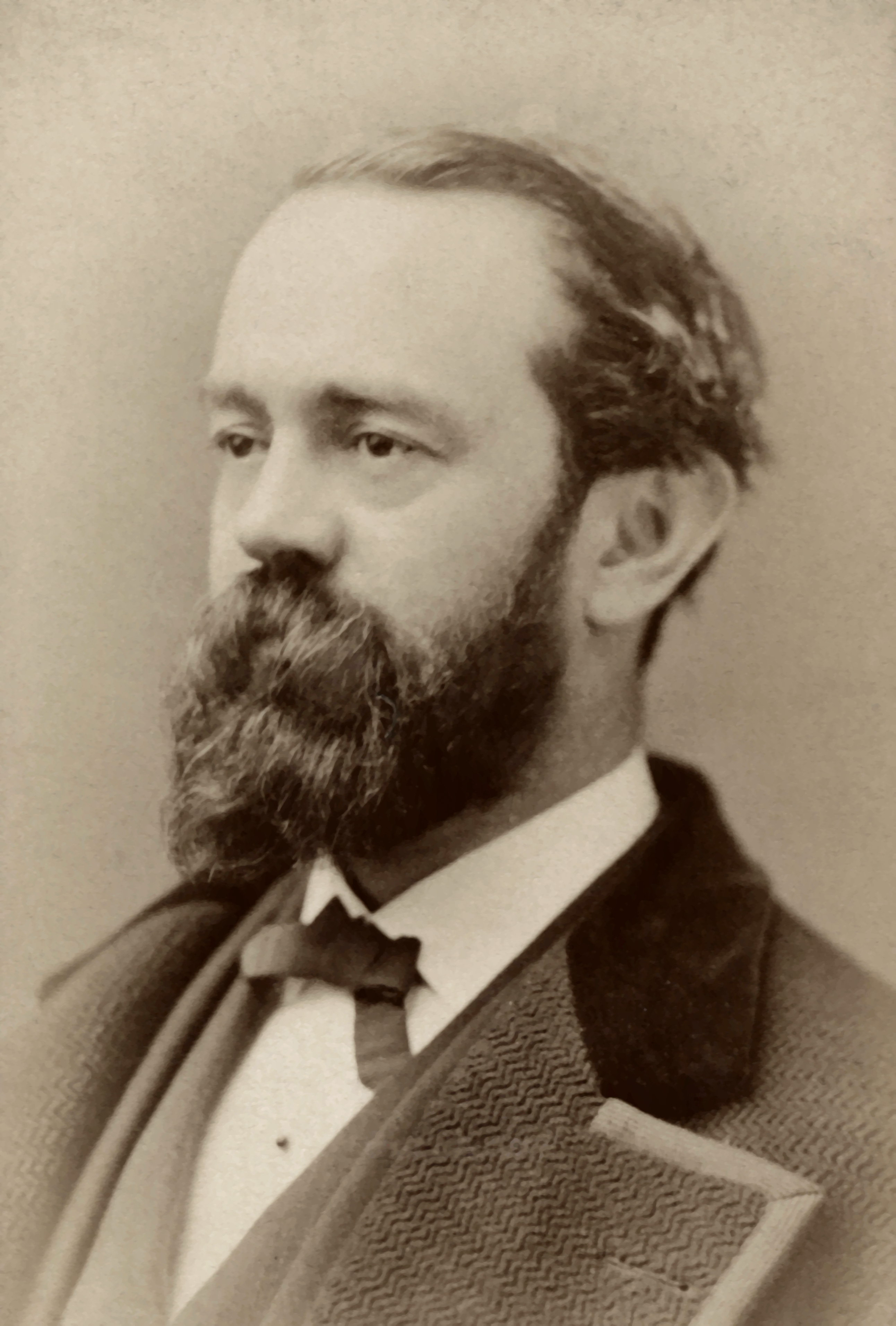
Henry Draper

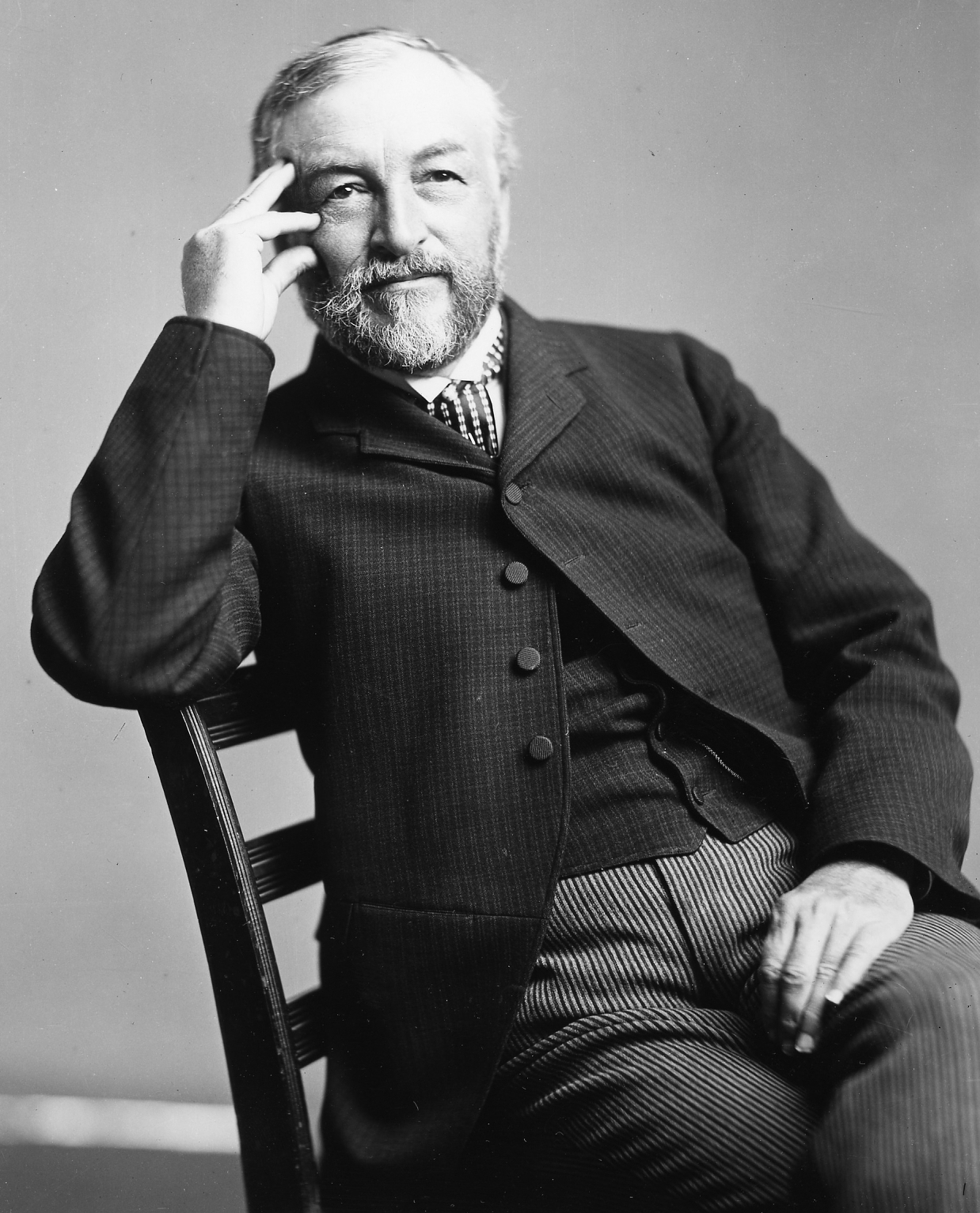
Samuel Pierpont Langley, volt 1886-ban a Henry Draper-érem első díjazottja "számos kísérletéért és magas elismerésként a napfizika, főleg a sugárzó energia terén kifejtett tevékenységéért"

A Henry Draper-érmet az Amerikai Tudományos Akadémia adja „az asztrofizika terén végzett kutatásokért”. Az éremmel a díjazott 15 000 dolláros juttatást is kap.

## Az érem története
Az érmet a Draper alapítvány hozta létre, Henry Draper amatőrcsillagász özvegyének, Anna Draper-nek a kezdeményezésére a férje emlékének tiszteletére. Az első díjazott Samuel Pierpont Langley volt.

## A díjazottak listája
- 1886 – Samuel Pierpont Langley
- 1888 – Edward Charles Pickering
- 1890 – Henry Augustus Rowland
- 1893 – Hermann Carl Vogel
- 1899 – James Edward Keeler
- 1901 – William Huggins
- 1904 – George Ellery Hale
- 1906 – William Wallace Campbell
- 1910 – Charles Greeley Abbot
- 1913 – Henri-Alexandre Deslandres
- 1915 – Joel Stebbins
- 1916 – Albert A. Michelson
- 1918 – Walter Sydney Adams
- 1919 – Charles Fabry
- 1920 – Alfred Fowler
- 1921 – Pieter Zeeman
- 1922 – Henry Russell
- 1924 – Arthur Stanley Eddington
- 1926 – Harlow Shapley
- 1928 – William Hammond Wright
- 1931 – Annie Jump Cannon
- 1932 – Vesto Slipher
- 1934 – John Stanley Plaskett
- 1936 – Kenneth Mees
- 1940 – Robert W. Wood
- 1942 – Ira Sprague Bowen
- 1945 – Paul Merrill
- 1947 – Hans Bethe
- 1949 – Otto Struve
- 1951 – Bernard Lyot
- 1955 – Hendrik C. van de Hulst
- 1957 – Horace W. Babcock
- 1960 – Martin Schwarzschild
- 1963 – Richard Tousey
- 1965 – Martin Ryle
- 1968 – Bengt Edlén
- 1971 – Subrahmanyan Chandrasekhar
- 1974 – Lyman Spitzer
- 1977 – Arno Allan Penzias és Robert Woodrow Wilson
- 1980 – William Wilson Morgan
- 1985 – Joseph Hooton Taylor
- 1989 – Riccardo Giovanelli és Martha P. Haynes
- 1993 – Ralph Asher Alpher és Robert Herman
- 1997 – Bohdan Paczyński
- 2001 – R. Paul Butler és Geoffrey Marcy
- 2005 – Charles L. Bennett
- 2009 – Neil Gehrels
- 2013 – William J. Borucki
- 2017 – Barry Barish és Stanley Whitcomb
- 2021 – Sheperd S. Doeleman és Heino Falcke